# Schiuma metallica

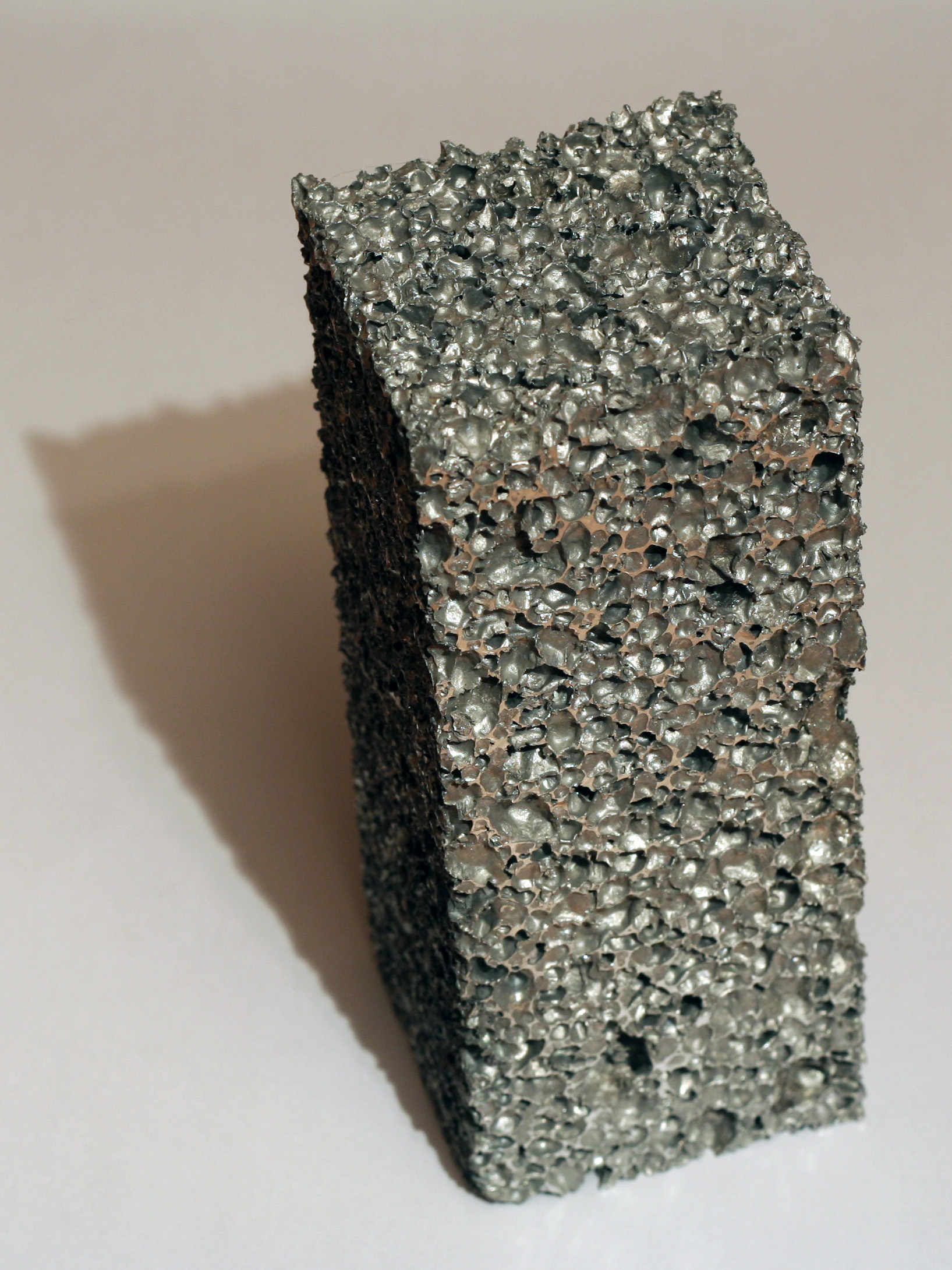
Schiuma di alluminio

Una schiuma metallica è una struttura cellulare costituita da un metallo solido - spesso alluminio - cui buona parte del volume è costituita da pori d'aria. I pori possono essere chiusi (schiuma a celle chiuse), oppure possono formare una rete interconnessa (schiuma a celle aperte). La caratteristica distintiva delle schiume metalliche è la porosità molto elevata: di solito il 75-95% del volume è costituito da spazi vuoti. 
La resistenza di un metallo espanso è relazionata alla propria densità con una legge esponenziale, cioè un materiale denso al 20% è resistente più del doppio di un materiale denso al 10%.
Le schiume metalliche in genere mantengono alcune proprietà fisiche del loro materiale di base. La schiuma fa sì che metalli non infiammabili restino non infiammabili; la schiuma è generalmente riciclabile nel suo materiale di base. I coefficienti di dilatazione termica rimangono simili, mentre la conducibilità probabilmente si riduce.

## Schiume a celle aperte
Le schiume metalliche a celle aperte (dette anche spugne metalliche) hanno una grande varietà di applicazioni, tra cui scambiatori di calore (elettronica di raffreddamento, cisterne criogeniche, materiali a cambiamento di fase), l'assorbimento di energia, la diffusione dei fluidi e l'ottica leggera. A causa dell'elevato costo, queste schiume sono utilizzate nelle tecnologie avanzate aerospaziali e la produzione industriale.
Le schiume a celle aperte di piccolissime dimensioni (tanto da non essere visibili a occhio nudo) sono utilizzate come filtri nell'industria chimica alle alte temperature.

## Schiume a celle chiuse
Il primo brevetto rilasciato per una spugna metallica è stato quello di Sosnik nel 1948 che applicò vapore di mercurio per soffiare alluminio liquido.
Le schiume metalliche a celle chiuse sono stati sviluppate a partire dal 1956 da John C. Elliott ai Bjorksten Research Laboratories. Sebbene i primi prototipi fossero disponibili già negli anni '50, la produzione commerciale è iniziata solo negli anni '90 grazie alla società di Shinko Wire in Giappone. Le schiume metalliche sono comunemente realizzate iniettando una miscela di gas o di un agente schiumogeno (spesso TiH2) in metallo fuso. Al fine di stabilizzare le bolle di metallo fuso, è necessario utilizzare uno schiumogeno per alte temperature (particelle solide nanometriche o micrometriche). La dimensione dei pori - o la 'dimensione delle celle' - varia di solito da 1 a 8 mm.
Le schiume metalliche a celle chiuse sono utilizzate principalmente come materiale impatto-assorbenti, in modo simile alle schiume polimeriche dei caschi, ma per impatti più violenti. A differenza di molte schiume polimeriche, le schiume metalliche rimangono deformate dopo l'impatto e possono dunque essere utilizzate una volta sola. Sono leggere (in genere 10-25% della densità del metallo di cui sono composti, che è solitamente alluminio) e rigide, e sono spesso proposte come un materiale leggero strutturale. Tuttavia, essi non sono ancora stati ampiamente utilizzati per questo scopo.
Le schiume a celle chiuse mantengono la resistenza al fuoco e la riciclabilità delle altre schiume metalliche, ma hanno in più la capacità di galleggiare in acqua.
Le schiume metalliche cominciano anche ad essere utilizzate come protesi sperimentali negli animali. In questa applicazione, viene eseguito un foro nell'osso ed inserita la schiuma di metallo, lasciando che l'osso cresca nel metallo per una connessione permanente. Un esempio notevole è l'intervento effettuato dal Dr. Robert Taylor su un Siberian Husky di nome Triumph, nel quale entrambe le zampe posteriori hanno ricevuto una protesi in metallo espanso.

## Galleria d'immagini

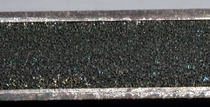
Schiuma fine di acciaio a celle chiuse.
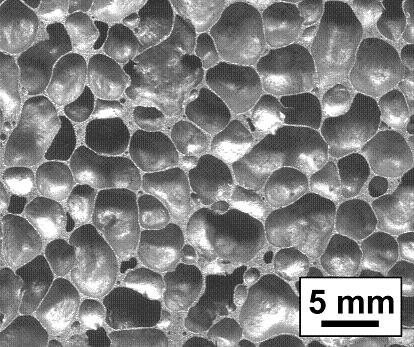
Schiuma grossolana di alluminio a celle chiuse prodotta da alluminio fuso.
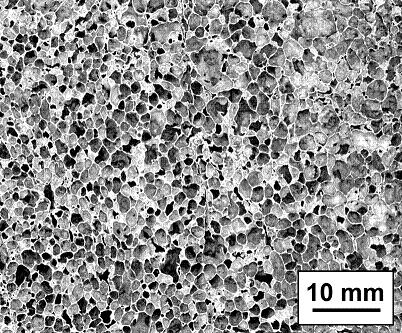
Schiuma fine di alluminio a celle chiuse.
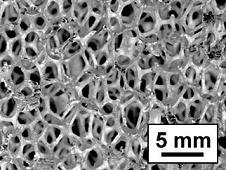
Schiuma di alluminio a celle aperte.
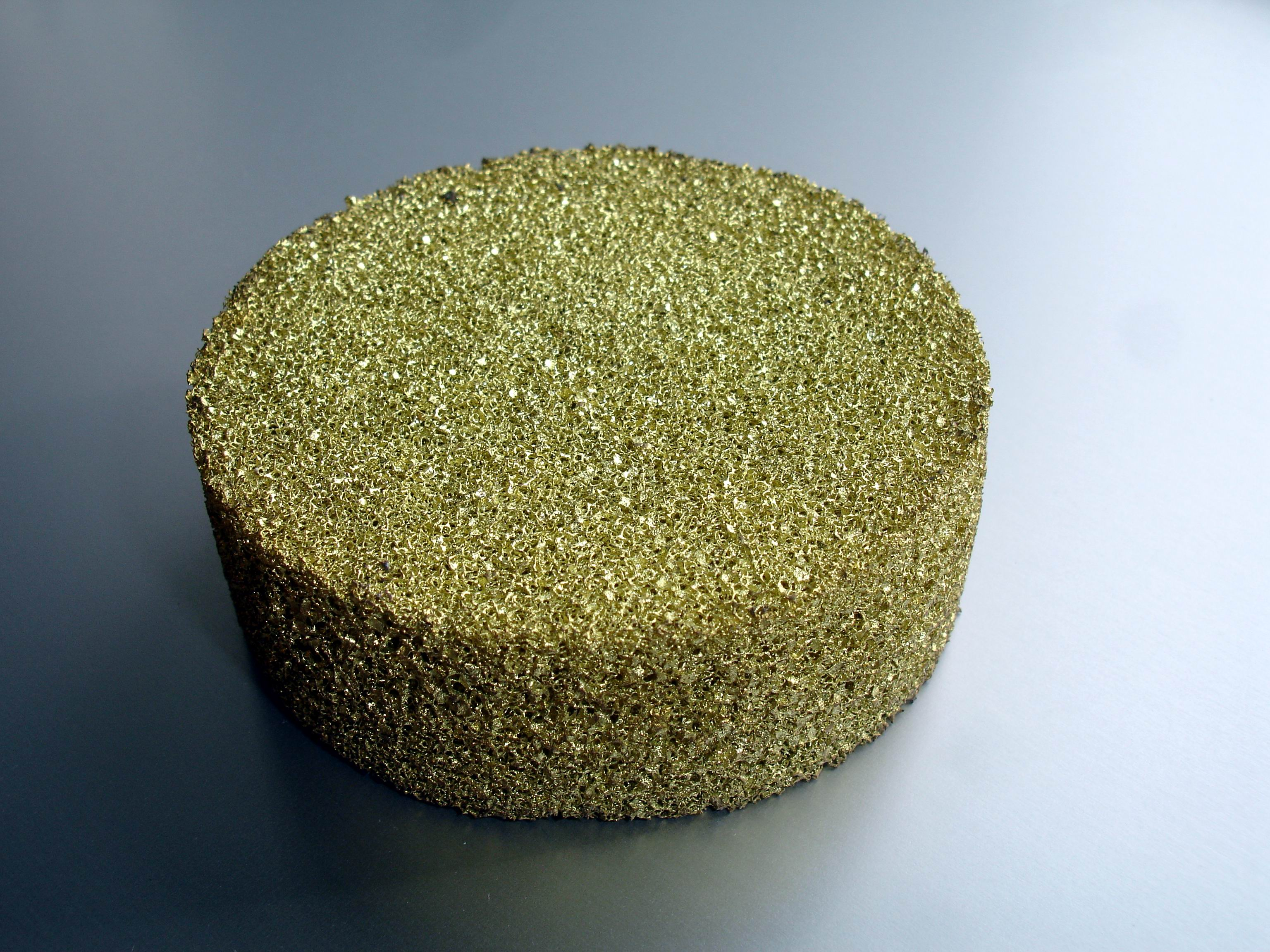
Schiuma metallica di ottone.